# Trimomukti
Trimomukti is een bestuurslaag in het regentschap Lampung Selatan van de provincie Lampung, Indonesië. Trimomukti telt 4123 inwoners (volkstelling 2010).